# Alfabeto sueco
El alfabeto sueco es una variante del alfabeto latino. Consta de 29 letras, de las cuales tres (å, ä y ö) son características de esta lengua y de otras lenguas germánicas.
Las vocales suecas son a, e, i, o, u, y, å, ä y ö.
Contiene las 26 letras del alfabeto latino. Los dígrafos ch y ll son considerados la suma de dos letras (c+h y l+l).
El alfabeto sueco es el siguiente:
Aa, Bb, Cc, Dd, Ee, Ff, Gg, Hh, Ii, Jj, Kk, Ll, Mm, Nn, Oo, Pp, Qq, Rr, Ss, Tt, Uu, Vv, Ww, Xx, Yy, Zz, Åå, Ää, Öö
- Datos: Q2352347
- Multimedia: Swedish alphabet / Q2352347